# Cipriano Primicias sr.
Cipriano Primicias sr. (Alcala, 14 september 1901 - 20 september 1965) was een Filipijns politicus. Primicias sr. was in de jaren 30 en 40 lid van het Filipijns Huis van Afgevaardigden. Nadien was hij van 1951 tot 1963 lid van de Filipijnse Senaat

## Biografie
Cipriano Primicias sr. werd geboren op 14 september 1901 in Alcala in de Filipijnse provincie Pangasinan. Zijn ouders waren Javier Primicias en Cristeta Purugganan. Na het voltooien van zijn middelbareschoolopleiding in 1919 begon hij aan een rechtenstudie aan het National Law College van de University of Manila. Tegelijkertijd werkte hij als boekhouder voor het Bureau of Commerce, waar hij zich opwerkte tot hoofd van de commerciële afdeling. Zijn rechtenstudie voltooide Primicias in 1923, waarna hij in datzelfde jaar tevens slaagde voor het toelatingsexamen van de Filipijnse balie. In 1924 nam hij ontslag bij het Bureau of Commerce en begon hij als advocaat op het kantoor van senator Alejo Mabanag. Drie jaar later werd hij partner en ging het kantoor verder als Mabanag & Primicias Law Firm.
In 1934 stelde Primicias zich namens de Nacionalista Party kandidaat voor een zetel in het Filipijns Huis van Afgevaardigden voor het vierde kiesdistrict van Pangasinan. Hij won de verkiezingen en diende slechts gedurende een korte periode vanwege nieuwe verkiezingen in 1935 naar aanleiding van de ratificatie van de nieuwe Filipijnse Grondwet dat jaar. In 1941 werd Primicias opnieuw gekozen tot afgevaardigde van het vierde kiesdistrict van Pangasinan. Tevens werd hij benoemd tot voorzitter van de Commission on Codes. Na de herovering van de Filipijnen door de Verenigde Staten werd Primicias in 1946 voor drie jaar herkozen. Tevens was hij in deze periode Minority Floor Leader, de leider van de minderheid in het Huis.

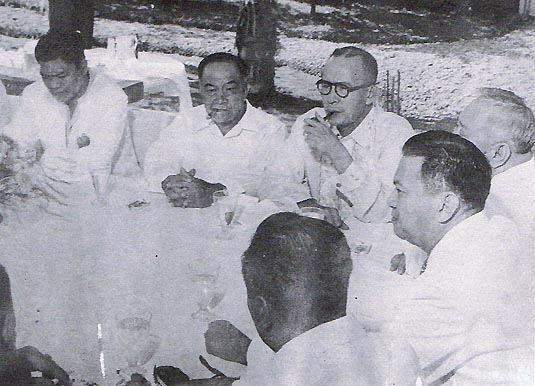
Primicias (met bril) op bezoek bij president Magsaysay in Malacañang Palace

In 1951 was Primicias een van de Nacionalista kandidaten voor een zetel in de Filipijnse Senaat. Met bijna 1,5 miljoen stemmen eindigde hij op de zesde plek, voldoende voor een van de acht beschikbare zetels in de Senaat. In de Senaat werd hij gekozen tot Majority Floor Leader, een positie die hij zijn gehele periode in de Senaat zou behouden. Bij de verkiezingen van 1953 was Primicias samen met Gil Puyat campagneleider voor de naar het Nacionalista kamp overgelopen presidentskandidaat Ramon Magsaysay. Magsaysay versloeg zittende president Elpidio Quirino met duidelijke cijfers. Bij de verkiezingen van 1957 werd Primicias herkozen als senator. Zes jaar later slaagde hij er echter niet in bij de eerste acht te eindigen.
Primicias overleed in 1965 op 64-jarige leeftijd. Hij was getrouwd met voormalig Miss Pangasinan, Nieves Ocampo Benito. met haar had hij negen kinderen: Cipriano jr., Maria Corazon (Marietta), Ricardo, Juan Augusto, Ramon, Edmundo, Carlos, Perla en Nieves. Zijn oudste zoon Cipriano Primicias jr. werd net als zijn vader gekozen in het Filipijns Huis van Afgevaardigden en was daarnaast gouverneur van de provincie Pangasinan.